# Eugenio Mendoza Goiticoa
Eugenio Mendoza Goiticoa (13 de noviembre de 1906 – 17 de octubre de 1979) fue un empresario y filántropo venezolano que llegó a convertirse en el hombre más rico de su país de su época.

## Biografía
Comenzó estudios de primaria en el Colegio de los Padres Franceses. Más tarde se inscribe en el Liceo Caracas; sin terminar el bachillerato.
Junto a su hermano Eduardo llegó a constituir el "Grupo Mendoza" uno de los grandes emporios industriales de la América Latina en el campo de la comercialización de maquinarias de construcción, banca, ensamblaje de vehículos, producción de cemento, pinturas, papel y manufactura de alimentos para animales. Entre sus asesores estuvo el empresario y autor venezolano Alfredo Fernández Porras.

### Ministro de Fomento
En la administración pública fue Ministro de Fomento del gobierno del general Isaías Medina Angarita y de la Junta Militar de 1958.

### Vida posterior
En el campo filantrópico fue fundador del Dividendo Voluntario para la Comunidad precursor del concepto de responsabilidad social empresarial, de la Universidad Metropolitana de Caracas, del Hospital Ortopédico Infantil y de la Fundación Mendoza dedicada a la promoción de las artes plásticas en Venezuela.

## Vida personal
Fue el cuarto de los siete hijos de Eugenio Cristóbal Mendoza Cobeña (1868-1917) y Luisa Teresa Goiticoa Amestoy (1878-1955). Fue bisnieto del autor de la declaración de independencia Venezolana: su primer presidente, Cristóbal Mendoza. Juana Bolívar Palacios, hermana de Simón Bolívar, Libertador de Venezuela, era tatarabuela de Mendoza. Su hermano Eduardo Mendoza Goiticoa fue ministro de agricultura durante la Junta Revolucionaria de Gobierno y fue tío abuelo del político Leopoldo Lopez.y de Thor Halvorssen Mendoza.
En 1938, se casó con Luisa Delfina Rodríguez Planas (1915-2004); sobrina bisnieta de Simón Planas, prima tercera de Eduardo Blanco y prima cuarta de Simón Planas Suárez, con quien tuvo cuatro hijos: Eugenio Andrés, Gertrudis, Luisa Elena y Eugenio Antonio. Un hijo, Eugenio Andrés, se ahogó cuando era joven.